# István Osztrics
István Osztrics (Budapest, 25 de diciembre de 1949) es un deportista húngaro que compitió en esgrima, especialista en la modalidad de espada.
Participó en tres Juegos Olímpicos de Verano entre los años 1972 y 1980, obteniendo una medalla de oro en Múnich 1972 en la prueba por equipos. Ganó cuatro medallas en el Campeonato Mundial de Esgrima entre los años 1973 y 1978.

## Palmarés internacional
| Juegos Olímpicos   | Juegos Olímpicos    | Juegos Olímpicos  | Juegos Olímpicos   |
| Año                | Lugar               | Medalla           | Prueba             |
| ------------------ | ------------------- | ----------------- | ------------------ |
| 1972               | Múnich (RFA)        | Medalla de oro    | Espada por equipos |
| Campeonato Mundial |                     |                   |                    |
| Año                | Lugar               | Medalla           | Prueba             |
| 1973               | Gotemburgo (Suecia) | Medalla de plata  | Espada por equipos |
| 1975               | Budapest (Hungría)  | Medalla de bronce | Espada individual  |
| 1975               | Budapest (Hungría)  | Medalla de bronce | Espada por equipos |
| 1978               | Hamburgo (RFA)      | Medalla de oro    | Espada por equipos |